# Тиффельс, Фредерик
Фредерик Тиффельс (нем. Frederik Tiffels; род. 20 мая 1995, Кёльн, Северный Рейн-Вестфалия) — немецкий хоккеист, нападающий клуба «Айсберен Берлин» и сборной Германии.

## Биография
Воспитанник хоккейной школы Мангейма, выступал за местную команду в юношеской хоккейной лиге Германии. С 2012 по 2014 год выступал в Соединённых Штатах в хоккейной лиге США за команды «Маскигон Ламберджекс», «Фарго Форс» и «Сидар-Рапидс РафРайдерс». С 2014 по 2017 год учился в Западном университете Мичигана, где выступал за команду учебного заведения в студенческой хоккейной иге Америки. В 2015 году на драфте НХЛ права на хоккеиста были закреплены за командой «Питтсбург Пингвинз».
В сезоне 2017/18 игрок дебютировал в Американской хоккейной лиге за клуб «Уилкс-Барре/Скрэнтон Пингвинз». Также выступает в хоккейной лиге Восточного Побережья за «Уилинг Нэйлерз».
Выступал за молодёжные и юниорские сборные Германии на чемпионатах мира, а также на Мировом кубке вызова. В 2017 году дебютировал на чемпионате мира по хоккею с шайбой за основную национальную команду. На первенстве провёл 8 матчей, забросил 2 шайбы, голевыми передачами не отметился.